# Dinotoperla spinosa
Dinotoperla spinosa är en bäcksländeart som beskrevs av Günther Theischinger 1982. Dinotoperla spinosa ingår i släktet Dinotoperla och familjen Gripopterygidae. Inga underarter finns listade i Catalogue of Life.